# فرانتیشک شموکر
فرانتیشک شموکر (چکی: František Schmucker; ۲۸ ژانویهٔ ۱۹۴۰ – ۱۵ ژوئیهٔ ۲۰۰۴) بازیکن فوتبال اهل چکسلواکی بود.
از باشگاه‌هایی که در آن بازی کرده‌است می‌توان به باشگاه فوتبال بانیک استراوا و باشگاه فوتبال زبرویوفکا برنو اشاره کرد.
وی همچنین در تیم ملی فوتبال چکسلواکی بازی کرده‌است.
وی در مسابقات کشوری و بین‌المللی در مجموع برندهٔ ۱ مدال نقره شده‌است.